# Rudolf Malysz
Rudolf Malysz (ur. 11 października 1905 w Bielitz, zm. 8 listopada 1947) – zbrodniarz hitlerowski, członek załogi obozu koncentracyjnego Auschwitz-Birkenau i SS-Unterscharführer. Z zawodu był piekarzem. Za morderstwa i torturowanie więźniów obozu skazany został 13 sierpnia 1947 przez polski sąd w Łodzi na karę śmierci. Wyrok wykonano przez powieszenie w listopadzie 1947.